# Kraljevski pristanak
Kraljevski pristanak (engl. Royal Assent) je ukaz kojim vladar u ustavnoj monarhiji proglašava (sankcionira) zakon koji je prethodno donio parlament, čime se i formalno ispunjavaju uvjeti za njegovo stupanje na snagu. Time postaje dio pravnog sustava države.
Kraljevski pristanak u Ujedinjenom Kraljevstvu razvio se iz srednjovjekovne političke prakse u kojoj je monarh imao faktičku moć da sam donosi i proglašava obvezujuće naredbe i zakone, uz savjet Kraljevskog vijeća (Royal Council), u kome su sudjelovali predstavnici aristokracije i Crkve, a zatim i predstavnici gradova, i koji se razvio su parlament, podijeljen na dva dijela: biskupi i plemići činili su Dom lordova (House of Lords), a predstavnici gradova i općina Dom građana (House of Commons). Monarh je, prije no što bi donio neki zakon, tražio savjet i pristanak oba doma. Pod vladavinom Henrika VI. u 15. stoljeću postalo je uobičajeno da se prijedlozi zakona formuliraju u samom parlamentu, ali oni nisu mogli postati zakoni bez pristanka monarha. Tako je monarh bio, i službeno i dalje jest, onaj koji "donosi zakone" (enactor), pa svaki zakon donet u britanskom parlamentu i danas počinje sljedećom formulom (the enactment formula): 
Be it enacted by the King's most Excellent Majesty, by and with the advice and consent of the Lords Spiritual and Temporal, and Commons, in this present Parliament assembled, as follows....
"Njeno veličanstvo Kralj, uz savjet i pristanak svjetovnih i duhovnih lordova, i građana, okupljenih u sadašnji parlament, donosi zakon, kako slijedi...".
U teoriji, britanski monarh – trenutno kralj Karlo III. – ima, po primitku prijedloga zakona od parlamenta, tri mogućnosti. Prvo, on može dati kraljevski pristanak, što se obilježava utiskivanjem formule Le Roy le veult (anglonormanski za "Kralj tako želi") na službeni primjerak prijedloga zakona. Drugo, on može odbiti kraljevski pristanak, što zapravo znači staviti veto, a to se označava eufemističkom anglonormanskom formulom Le Roy s'avisera (= "Kralj će razmotriti"). Treće, on može na neodređeno vrijeme odložiti davanje kraljevskog pristanka. Posljednji britanski monarh koji je stavio veto na neki prijedlog zakona bila je kraljica Ana, koja je 11. ožujka 1708. odbila dati kraljevski pristanak prijedlogu zakona koji je predviđao osnivanje paravojne formacije u Škotskoj.
U komonveltskim kraljevstvima, generalni guverner, koji predstavlja britansku kraljicu i u njeno ime daje kraljevski pristanak na prijedloge zakona, pored navedenih ima i četvrtu mogućnost: da prijedlog zakona uputi kraljici na razmatranje kako bi ona osobno mogla dati kraljevski pristanak. Ta se praksa danas najčešće koristi kod onih zakona koji zadiru u ustavne konvencije određene zemlje.

## Vanjske poveznice
- Bond, M. F. (1956). "La Reyne le Veult: The making and keeping of Acts at Westminster." In History Today. (Vol. 6, pp. 756–773).
- Davies, M. (2003). Companion to the Standing Orders and guide to the Proceedings of the House of Lords, 19th ed.  Arhivirana inačica izvorne stranice od 19. prosinca 2005. (Wayback Machine)
- Farnborough, T. E. May, 1st Baron. (1896). The Constitutional History of England since the Accession of George the Third 1760–1860, 11th ed. (Vol. 1). London: Longmans, Green and Co.
- The High Court of Tynwald. (2004). "Tynwald at St John's."  Arhivirana inačica izvorne stranice od 9. kolovoza 2007. (Wayback Machine)
- Legislative Assembly of Alberta. (2004). The Honourable John C. Bowen, 1937–50."
- Robertson, J. R. (2001). "Bill S-13: The Royal Assent Act."  Arhivirana inačica izvorne stranice od 11. ožujka 2007. (Wayback Machine)
- Royal Assent Act. (2002, c. 15). Ottawa: The Queen's Printer.  Arhivirana inačica izvorne stranice od 14. srpnja 2006. (Wayback Machine)
- Australian Senate Practice  Arhivirana inačica izvorne stranice od 31. kolovoza 2007. (Wayback Machine)